# Nathalie du Pasquier
Pour les articles homonymes, voir du Pasquier.
Nathalie du Pasquier, née le 14 février 1957, à Bordeaux, est une artiste peintre et designer française, installée à Milan, en Italie.
Elle est principalement connue pour son travail en tant que membre fondateur du Groupe Memphis. Ses premiers travaux comprennent des meubles, des textiles, des vêtements et des bijoux en plus de travaux emblématiques dans la décoration et les motifs. Depuis 1987, elle se consacre régulièrement à la peinture.

## Biographie

### Jeunesse
Nathalie du Pasquier naît le 14 février 1957 à Bordeaux. Sa mère est une historienne de l'art, ce qui lui fait apprécier l'art classique.
De 1975 à 1977, elle voyage au Gabon et en Afrique de l'Ouest, puis, en 1979, elle s'installe à Milan. Elle puise son influence dans la musique et l'art africain.

### Carrière

#### Groupe Memphis
À Milan, elle rencontre le designer George Sowden (en) et en 1981, ils sont invités à être deux des membres fondateurs du Groupe Memphis par le designer et architecte Ettore Sottsass. Plus jeune membre du groupe, elle conçoit des textiles et des meubles. Le groupe est connu pour travailler sous la devise « la forme suit le plaisir ». Après la dissolution du groupe, elle change son orientation pour travailler en solo en tant que peintre et sculptrice.

#### La peinture
En 1985, Nathalie du Pasquier se lance dans la peinture qui, en 1987, devient son médium principal. Elle est représentée par la Pace Gallery et expose avec celle-ci à travers le monde. Son travail fait l'objet de plusieurs expositions.
En 2015, elle présente une exposition rétrospective personnelle à Berlin, intitulée « Big Game », qui rassemble 35 ans de sa production à partir de 1980. La même année, une exposition monographique « Construction », à Fotokino (Marseille), est consacrée à son œuvre picturale.
L'Institut d'art contemporain de l'université de Pennsylvanie présente en 2016 une exposition intitulée « Big Objects Not Always Silent » (Gros objets pas toujours silencieux), rassemblant des années de dessins abstraits, de sculptures et de peintures figuratives.

#### Travail de conception en solo
En 2014, elle continue à concevoir des textiles, y compris des modèles pour les vêtements produits par American Apparel et des couvertures et autres literies, avec George Sowden, pour Zig Zag Zurich en 2015,.
Son exposition à Modène, en Italie, comprend sept de ses sculptures.[Quand ?] Le site BRIC, mis en place par le siège de la marque de céramique Mutina en octobre 2019, présente des briques colorées et texturées montrant sa dualité entre art et architecture.[réf. nécessaire]
Elle s'est aussi aventurée dans le design de luxe avec la création de foulards en soie pour Hermès et de robes pour Valentino.

## Style de travail
Au cours des deux dernières décennies, du Pasquier est devenu fasciné par l'imagerie d'objets à deux et trois dimensions. Pendant une longue période, elle a créé des natures mortes en échangeant des objets du quotidien. Plus tard, elle a construit des structures en bois représentant des objets avec un œil réel pour la dimension et la symétrie. L'œuvre d'art de Nathalie du Pasquier se compose de formes et de couleurs audacieuses. Ses peintures et figures représentent une torsion de l'art abstrait. Elle n'est pas favorable à l'utilisation de graphiques de haute technologie dans son art. La plupart de ses œuvres sont ensuite complétées avec un crayon et du papier. Nathalie du Pasquier dit s'efforcer de rassembler « des éléments intéressants à peindre ».
Nathalie du Pasquier pense que ses expositions illustrent une période de travail qui « est une chaîne de pensées qui se succèdent. Il serait impossible de ne pas relier les deux, même si à un moment donné j'ai décidé de devenir peintre ».

## Œuvres et publications

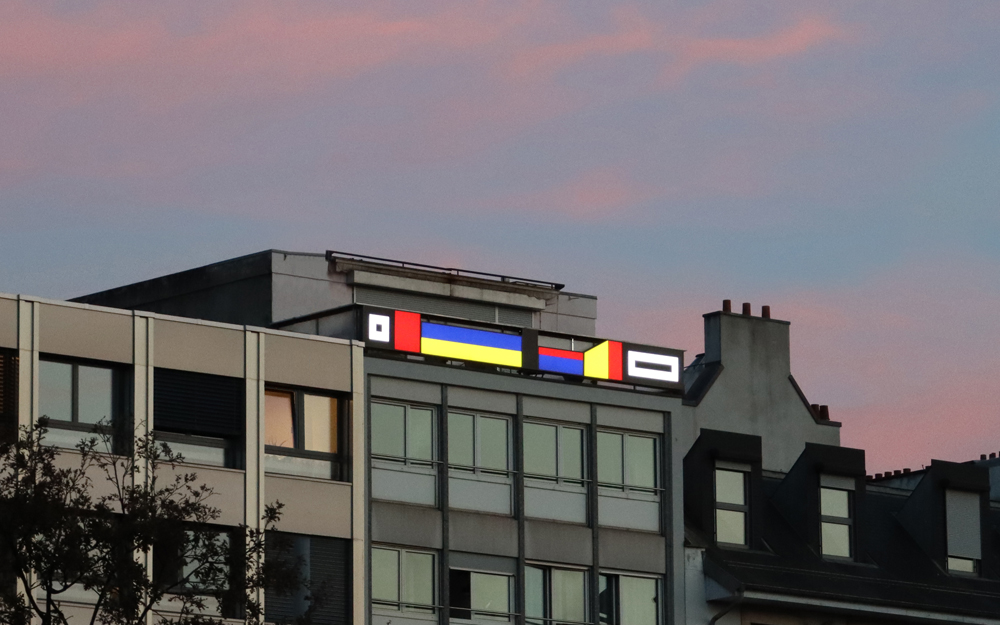
Neon Parallax, installation lumineuse permanente, Genève 2022.

- 10 Tappeti Moderni = 10 Modern Carpets, 1986, avec George Sowden
- Viaggio Tranquillo, 1993
- Nathalie du Pasquier, 2001, avec Peter Cherry
- Domino, 2002[20]
- Arranging Things: A Rhetoric of Object Placement (illustrator), 2003, avec Leonard Koren
- Square Paintings, 2011
- 1/16 du Pasquier, 2011
- Achtung! Blumen!, 2012, avec Steve Piccolo
- Don't Take These Drawings Seriously, 2015, avec Omar Sosa
- Milanese, 2015, Sempre Milanese, 2022[10]
- Neon Parallax, enseigne lumineuse publique, Genève, 2022
- How Many, 2022
- Sometimes Making Something Leads to Nothing, 2024
- Arrangements, 2024

## Récompense
- 2024 : Lauréate du premier prix BNP Paribas à Art Paris[21]